# Turó del Clot del Piu
El Turó del Clot del Piu és una muntanya de 1.391,8 metres que es troba al límit dels municipis de Salàs de Pallars i Conca de Dalt, a la comarca del Pallars Jussà. En aquest darrer terme, es troba a l'antic terme de Toralla i Serradell, del Pallars Jussà, en l'àmbit del poble de Rivert.
És a la part nord-oest del terme municipal de Salàs de Pallars, en la llenca del terme que puja fins a Roca Lleuda.